# Constitution bolivienne de 2009
Lire en ligne

(es) Texte de la Constitution

La Constitution bolivienne de 2009 (en espagnol : Constitución Política de Bolivia) est le dix-septième texte constitutionnel dans l'histoire de la Bolivie.
Elle est promulguée le 7 février 2009 par le président Evo Morales et entre en vigueur le même jour, à la suite du référendum du 25 janvier précédent.

## Composition
La Constitution bolivienne de 2009 est composée de cinq parties: 
- Première partie : Bases fondamentales de l'État, droits, devoirs et garanties (Bases Fundamentales del Estado, Derechos, Deberes y Garantías) (articles 1 à 144)
- Deuxième partie : Structure et organisation fonctionnelle de l'État (Estructura y Organización Funcional del Estado) (articles 145 à 268)
- Troisième partie : Structure et organisation territoriale de l'État (Estructura y Organización Territorial del Estado) (articles 269 à 305)
- Quatrième partie : Structure et organisation économique de l'État (Estructura y Organización Económica del Estado) (articles 306 à 409)
- Cinquième partie : Hiérarchie nominative et réforme de la Constitution (Jerarquía Normativa y Reforma de la Constitución) (articles 410 à 411)

Chaque partie est divisée en titres qui sont, eux, divisés en chapitres. Certains chapitres sont divisés en sections. La constitution comprend au total 411 articles. 

## Points marquants
36 langues autochtones ainsi que l'espagnol sont déclarées langues officielles.
Le pays prend officiellement le nom d'État plurinational de Bolivie.

### Reconnaissance autochtone
La Constitution met en place plusieurs changements en matière de reconnaissance des peuples autochtones, notamment : 
- Un quota de parlementaires autochtones par circonscription à définir par la loi
- Un système judiciaire paysan autochtone du même niveau que celui de la justice ordinaire
- Un tribunal constitutionnel plurinational composé de gens provenant des systèmes ordinaire et autochtone
- Le droit à l'autonomie des peuples autochtones ainsi que la reconnaissance officielle de leurs entités territoriales et institutions (article 2)
- La propriété exclusive des autochtones des ressources forestières de leur communauté

### Autonomie et organisation territoriale
Quatre niveaux d'autonomie territoriale sont reconnus par la Constitution, soit les niveaux (article 269) :
- départemental, qui correspond aux départements (article 277)
- régional, qui correspond à des municipalités ou des provinces partageant certaines caractéristiques communes (article 280)
- municipal, qui correspond aux municipalités (article 283)
- territorial indigène paysan, qui correspond à l'autodétermination des peuples autochtones partageant certaines caractéristiques communes (article 289)

### Droits
La Constitution prévoit au Titre II de sa Première partie, l'ensemble des droits dont bénéficie la population bolivienne, ceux-ci couvrent :
- les droits civils (article 21)
- les droits politiques (article 26)
- le droit à un environnement sain et protégé (articles 33 et 34)
- le droit à la santé et à la sécurité sociale (articles 35 à 45)
- le droit au travail et à l'emploi (articles 46 à 55)
- le droit à la propriété (articles 56 et 57)
- les droits de l'enfance, de l'adolescence et de la jeunesse (articles 58 à 61)
- les droits des familles, des aînés, des personnes handicapées et des personnes privées de liberté (articles 62 à 74)
- les droits des consommateurs (articles 75 et 76)
- le droit à l'éducation (articles 77 à 97)
- les droits culturels, scientifiques et sportifs (articles 98 à 105)
- le droit à la communication et à l'information (articles 106 et 107)

### État
La Troisième partie de la Constitution est consacrée à l'organisation fonctionnelle de l'État bolivien, on y prévoit notamment : 
- la succession constitutionnelle en cas d'absence ou de vacance du président et de ses successeurs : il n'y est prévu que quatre successeurs constitutionnels, soit en ordre, le vice-président, le président de la Chambre des sénateurs et le président de la Chambre des députés, dans ce dernier cas, des élections doivent être déclenchées dans les 90 jours (article 169)

### Coca
Bien que la culture de la feuille de coca constitue une pratique et tradition ancestrales de plusieurs peuples boliviens, le fait que son statut puisse être protégé par une constitution peut paraître singulier. Sa culture demeure discutée et controversée au travers des différents groupes sociaux de la société bolivienne. L'État bolivien décide toutefois de protéger la culture de la plante en constitutionnalisant sa pratique. Il est spécifié que ce produit ne constitue pas un stupéfiant à son état naturel et que la production, la commercialisation et l'industrialisation du produit demeurent régies par la loi (article 384).

## Démocratie directe
Les articles 162, 259 et 411 de la constitution de 2009, complétée des articles 16 et 17 du code électoral de 2008, permettent à la population bolivienne de mettre en œuvre des référendums d'origine populaire de nature législative, ratificatoire ou constitutionnelle, aux résultats légalement contraignants,,.